# Романовка (Немецкий национальный район)
Романовка — упразднённое село в Немецком национальном районе Алтайского края. Располагалось на территории современного Шумановского сельсовета. Точная дата упразднения не установлена.

## География
Село располагалось в 4,5 км к юго-западу от села Шумановка.

## История
Основано в 1908 г. В 1928 г. посёлок Романовский состоял из 61 хозяйства. В составе Евстафьевского сельсовета Немецкого района Славгородского округа Сибирского края.

## Население
В 1926 г. в посёлке проживало 289 человек (151 мужчина и 138 женщин), основное население — молдаване.